# Werdenberger Jahrbuch
Das Werdenberger Jahrbuch ist ein kulturhistorisch-landeskundlich ausgerichtetes Jahrbuch, das seit 1988 vom Historischen Verein der Region Werdenberg (Wahlkreis Werdenberg, ehemaliger Bezirk Werdenberg) HVW (bis 2021: Historisch-Heimatkundliche Vereinigung der Region Werdenberg, HHVW) herausgegeben wird. Es erscheint im Verlag FormatOst des Verlagshauses Schwellbrunn.

## Die Region
Die Region Werdenberg liegt im Schweizer Kanton St. Gallen, auf der linken Seite des Alpenrheins, an der Ostflanke der Alvierkette mit dem Margelchopf, des Churfirsten- und Alpsteinmassivs, angrenzend an das untere Rheintal, das Fürstentum Liechtenstein, das Sarganserland, das Toggenburg und den Kanton Appenzell Innerrhoden.

## Zweck des Jahrbuches
Das Werdenberger Jahrbuch bringt seit 1988 Beiträge zu Geschichte und Kultur der Gemeinden Wartau, Sevelen, Buchs, Grabs, Gams und Sennwald, greift aber themenbezogen auch auf die Nachbargebiete über. Jeder Jahrgang enthält im Hauptteil einen thematischen Schwerpunkt, danach aber stets auch einen zweiten Teil mit thematisch freien Beiträgen. Abgerundet werden die Bände durch Rezensionen, die Jahresberichte des Historischen Vereins der Region Werdenberg, des Vereins Schloss Werdenberg und des Vereins Grabser Mühlbach, durch eine regionale Chronik, statistische Angaben, Ergebnisse regionaler Volksabstimmungen, Gemeindewahlen sowie die Auflistung der Verstorbenen aus den sechs Gemeinden.

## Die Redaktion
- René Oehler, Buchs (seit 2021); Daniela Ulrich, Grabs (seit 2022); Clara Müller, Mels (seit 2024); Hanna Rauber, Buchs, Bildredaktion, Chronik;  Stephani Schmidt, Werdenberg, Chronik; Ursula Dürr, Delegierte des Vorstands, Administration. Koordination der Redaktion: René Oehler, Buchs.
- Ehemalige Redaktionsmitglieder: Otto Ackermann, Fontnas (1987–2001), Claudia Finkele, Mels (2017–2020), Hansjakob Gabathuler (1991–2017), Josef Gähwiler, Buchs (2016–2017), Susanne Keller-Giger, Buchs (2008–2015, ohne 2014) Noldi Kessler, Gams (1987–1997), Sarah Mehrmann, Buchs (2017–2022), Manuela Mezzetta, Hochdorf (2023–2025), Clara Müller, Mels (2018–2023), Hans Jakob Reich (1987–2017), Caroline Schärli, Buchs (2017–2018), Maja Suenderhauf, Buchs (1992–2006), Hans Stricker, Grabs (1987–2006).

## Bisherige Jahrgänge mit Hauptthemen
- Auswanderung. 1988.
- Werdenberger Alpwirtschaft. 1989.
- Rhein/Rheinkorrektion. 1990.
- Werdenberg und die Eidgenossenschaft. 1991.
- Sprachgeschichte des oberen Rheintals. 1992.
- Volksmedizin – medizinische Selbsthilfe des Volkes. 1993.
- Burgen und Schlösser. 1994.
- Volksschule im Werdenberg. 1995.
- Kulturlandschaft Werdenberg. 1996.
- Strassen und Wege. 1997.
- Revolution 1798 und Helvetik. 1998.
- Die Werdenberger Bergbäche. 1999.
- Zeit und Zeitmessung. 2000.
- Die Eisenbahn im Rheintal. 2001.
- Heimat Werdenberg. 2002.
- Die Wälder zwischen Gonzen und Hirschensprung. 2003.
- Wald- und Holzwirtschaft. 2004.
- Die Herrschaft Werdenberg unter Glarus 1517–1798. 2005.
- Verbrechen und Strafe. 2006.
- Brandfälle und Feuersbrünste im Werdenberg. 2007.
- Hungersnöte und Kartoffelsegen. 2008.
- Die Elektrifizierung des Werdenbergs. 2009.
- Wein, Most und Bier. 2010.
- Mensch und Landschaft. 2011.
- Zuwanderungsland Alpenrheintal. 2012.
- Sagenhaftes Werdenberg. 2013.
- Befestigungen am Alpenrhein. 2014.
- Trink-, Tränke- und Löschwasser. 2015.
- Nachbarschaft am Alpenrhein. 2016.
- Von der Revolution 1798 zum Sonderbundskrieg 1847. 2017.
- Kindheit. 2018.
- Kommunikation. 2019.
- Baukultur. 2020.
- Frauen. 2021.
- Abfall. 2022.
- Tiere. 2023.
- Musik. 2024.